# Kazuyuki Toda
Kazuyuki Toda (Tokyo, 30 de dezembro de 1977) é um ex-futebolista japonês que atuava como volante . 

## Carreira
Kazuyuki Toda se profissionalizou noShimizu S-Pulse em 1996.

## Seleção
Kazuyuki Toda integrou a Seleção Japonesa de Futebol na Copa das Confederações de 2001. e na Copa do Mundo de 2002.
Durante a Copa do Mundo de 2002, Toda recebeu o apelido de pica-pau por causa de seu cabelo e foi criticado pela imprensa japonesa pelas más atuações durante o torneio.